# Захаров, Александр Михайлович (актёр)
Алекса́ндр Миха́йлович Заха́ров (19 сентября 1951, Ленинград — 26 марта 1982, там же) — советский актёр.

## Биография
Родился в Ленинграде в 1951 году. Отец был рабочим, а мать — бухгалтером на Кировском заводе. Сразу после окончания школы поступил на режиссёрский факультет Ленинградского института культуры, откуда, проучившись один год, перевёлся на актёрский факультет ЛГИТМиКа, на курс Т. Г. Сойниковой, закончил который в 1974 году, и стал артистом Ленинградского театра имени Ленсовета. Здесь им были сыграны Петя Воронин в «Пятом десятке», Антон в «Эльдорадо», Принц в «Снежной королеве» и другие роли.
Скончался 26 марта 1982 года на 31-м году жизни. По официальной версии, он шёл домой с репетиции, внезапно потерял сознание в метро, упал и, ударившись затылком о мраморный пол, получил травму, не совместимую с жизнью.

## Фильмография
- 1967 — Война под крышами — Толя Корзун, сын Анны Михайловны Корзун
- 1967 — Свадьба в Малиновке — красный командир
- 1969 — На пути в Берлин
- 1969 — Сыновья уходят в бой — Толя Корзун
- 1974 — Мое поколение — молодой офицер
- 1974 — Незнакомый наследник — Гена Петров, сварщик, поэт
- 1974 — Под каменным небом / Under en steinhimmel (Норвегия, СССР) — немецкий офицер, адъютант
- 1974 — Рождённая революцией — конвоир, эсер, отпустивший Пантелеева
- 1975 — Память — раненый
- 1976 — Старые друзья — раненый
- 1975 — Троил и Крессида
- 1977 — Камыши
- 1979 — Люди и страсти — латник
- 1979 — Выгодный контракт — курсант Ожегов
- 1979—1980 — Крутой поворот — Коноплёв
- 1980 — Огненная голова (Финляндия)
- 1980 — День на размышление — Мерзлов
- 1980 — Приключения Шерлока Холмса и доктора Ватсона — Рональд Адер (озвучил Вячеслав Баранов)
- 1981 — Самоубийство — Костя
- 1981 — Штормовое предупреждение — Кирилл Викентьев
- 1982 — Пиковая дама — Сурин
- 1983 — Ювелирное дело — лейтенант милиции Ермаков
- 2000 — Воспоминания о Шерлоке Холмсе — Рональд Адер (архивные кадры, озвучил Вячеслав Баранов)